# Antonio da Correggio
Antonio Allegri da Correggio (* oko 1489. Correggio kod Reggia Emilije - † Correggio 5. ožujka, 1534.), poznat jednostavno kao Correggio, bio je renesansni talijanski slikar parmske slikarske škole. U svom slikarstvu koristio je dinamične kompozicije, iluzionističke perspektive i dramatična skraćenja.

## Životopis i djelo
Antonio Allegri je rođen u malom mjestu Correggio, nedaleko grada Reggio Emilia). Njegov otac bio je trgovac, o ostalim detaljima njegove mladosti malo se zna. Zna se da je u razdoblju 1503. – 1505. godine bio učenik Francesca Bianchia Ferrare u Mantovi. U Mantovi se vjerojatno upoznao s klasičnim djelima umjetnika poput Lorenza Coste i Francesca Francija, što je na neki način vidljivo u njegovim prvim djelima. Nakon kraćeg boravka u Mantovi 1506. g., vratio se u svoj Correggio, u kojem je ostao sve do 1510. Drži se da je u tom razdoblju naslikao Poklonstvo djetetu sa sv. Elizabetom i Ivanom, na kojem se jasno vide utjecaji slikara Coste i Mantegne. Godine 1514. je najvjerojatnije završio tri freske za ulaz u crkvu Sant'Andrea u Mantovi, a zatim se vratio u Correggio. Ovdje je kao već priznati slikar potpisao ugovor za oltarnu sliku za lokalni samostan sv. Franje (sada u Gemäldegalerie, Dresden).

### Rad u Parmi
Od 1516. godine, Correggio živi u Parmi, gdje je uglavnom ostao do kraja svoje karijere. Tu se sprijateljio s Michelangelom Anselmijem, istaknutim maniristički slikarom, tu se i oženio 1519. godine s Girolamom di Francesca Braghetis, koja je porijeklom bila također iz Correggia, (umrla je 1529.)  U tom su razdoblju nastala djela: Sv. Marija s djetetom i mladi sv. Ivan, Krist koji napušta svoju majku i izgubljena Sv. Marija iz Albinea.
Correggiova prva velika narudžba je oslikavanje stropa za privatne odaje (blagovaonica) glavarice samostana Giovanne Piacenze sv. Pavla iz Parme, 1519. g. Danas su te prostorije znane kao (Camera di San Paolo). On je na tom stropu izveo impozantno djelo, s brojnim ovalima, spojenim girlandama, na kojima su kerubini oslikani živim bojama, dok je u donjem dijelu naslikao monokromatske lunete, tako da izgledaju kao antički reljefi.
Sljedeće njegovo značajno djelo je sjajna iluzionistička freska Vizija sv. Ivana na Patmosu(1520-21) za kupolu crkve Sv. Ivan Evangelist iz Parme. Tri godine kasnije oslikao je kupolu katedrale u Parmi  s očaravajućim Uzašašćem djevice Marije, koja je prepuna krugova, uzmičućih figura u perspektivi od dna prema gore. U ta dva djela Correggio je postavio novi standard za oslikavanje crkvenih kupola, koristeći se iluzionističkom sotto in su (odozgo prema gore) perspektivom, te izvršio dubok utjecaj na sve buduće fresko slikare, od Carla Cignanija do Gaudenza Ferrarija, Giovannija Lanfranca i Baciccia. Dinamizam pokreta njegovih likova je nagovještaj budućeg baroknog slikarstva.

### Serija mitoloških slika inspiriranih Ovidijinim Metamorfozama
Pored vjerskih tema, Correggio je naslikao danas vrlo slavnu seriju slika (ukupno 4) koje prikazuju ljubavne pustolovine Jupitera, onako kako ih je opisao Ovidije u svojim Metamorfozama. Ovu seriju vrlo erotičnih slika naručio je Federico II. Gonzaga, dužd iz Mantove, najvjerojatnije zato da njima ukrasi svoju privatnu ovidijevsku odaju u Palazzo del Te. Slike su međutim završile kao poklon caru Svetog Rimskog Carstva Karlo V. za njegova posjeta Mantovi, te su ubrzo nakon toga iznešene su iz Italije.
Iz te serije je vrlo poznata Leda i Labud, danas u Staatliche Museen u Berlinu, slika nabijena alegorijskim erotizmom. Tu je potom Danaja (danas u rimskoj Galeriji Borghese), koju je naslikao kao nagu djevicu na postelji prekrivenu tek malim komadićem plahte. 
Seriji pripada i slika Orao otima Ganimeda] i erotikom nabijena Jupiter i Ija (remek-djelo ovog opusa), danas u Kunsthistorisches Museumu u Beču.

## Vrijednost Correggiova djela
Correggia su pamtili njegovi suvremenici kao tihog, melankoličnog i introvertiranog čovjeka, a to je možda bilo uvjetovano njegovim porijeklom. On je naime bio iz velike i siromašne obitelji.
Correggio je zagonetan i eklektičan umjetnik, tako da nije moguće uvijek prepoznati stilske poveznice između njegovih slika. Nekoć se mislilo da je njegovo slikarstvo bilo izvan glavnih tokova, te da je imao malo neposrednog utjecaja na nasljednike, no danas se drži da su njegova djela bila revolucionarna, te da su utjecala na kasnije umjetnike. Stoljeće nakon njegove smrti Vasari je za Correggia mislio da nije dovoljno rimski da bi bio dovoljno dobar slikar. U 18. i 19. stoljeću, njegova djela su češće bila predmet interesa brojnih stranaca koji su lutali po Italiji, tražeći umjetnost, nego domaće javnosti. Ali taj interes stranaca izazvao je ponovni interes za njegova djela u razdoblju romantizma. Njegovo Uzašašće iz kupole u Parmi bilo je uzorak za brojna slična slikarska ostvarenja u 20. stoljeću.
Corregiovi eksperimenti s iluzionizmom, u kojem imaginarni prostori mijenjaju prirodni ambijent, bili su predhodnica onog što će raditimaniristički i barokni slikari. Njegovo djelo je inspiriralo mnoge, unatoč tome što on nije imao direktnih sljedbenika osim slikara iz Parme, na koje je direktno utjecao poput; Giovannija Francesca Marije Rondanija, Parmigianina, Bernarda Gattija  te Giorgia Gandina del Grana. Za upamtiti je i da je njegov sin Pomponio Allegri također krenuo njegovim stopama te postao slikar, istina ne baš priznat i uspješan. 

## Izbor iz djela
- Judita i sluga (oko1510)  ulje na platnu - Musée des Beaux-Arts de Strasbourg, Strasbourg
- Mistično vjenčanje sv. Katarine (1510-15)  - National Gallery of Art, Washington
- sv. Marija (1512-14) - ulje na platnu, Castello Sforzesco, Milano
- sv. Marija i sv. Franjo (1514) - ulje na drvu, 299 x 245-cm, Gemäldegalerie Alte Meister, Dresden
- sv. Marija iz Albinea (1514, izgubljeno)
- sv. Marija s djetetom i malim sv. Ivanom (1516) - ulje na platnu, 48 x 37-cm, Prado, Madrid
- Poklonstvo mudraca (1516-18)- ulje na platnu, 84 x 108-cm, Brera, Milano
- Djevica s djetetom i anđelom- ulje na drvu, 68 x 56-;cm, Museum of Fine Arts, Budimpešta
- Odmor na bijegu u Egipat (1517) - ulje na platnu, 123,5 x 106,5-;cm, Galleria degli Uffizi, Firenca
- Portret dame (1517-19) - ulje na platnu, 103 x 87,5-;cm, Muzej Ermitaž, Sankt-Peterburg
- Poklonstvo djetešcu (1518-20) - ulje na platnu, 81 x 67-;cm, Galleria degli Uffizi, Firenca
- Camera di San Paolo (1519) - freske, Samostan sv. Pavla Parma
- Smrt sv.Ivana (1520-24) - Fresco, S. Giovanni Evangelista, Parma
- sv. Marija iz Scale (oko 1523) - freska, 196 x 141,8-;cm, Galleria Nazionale, Parma
- Skidanje s križa (1525)- ulje na platnu, 158,5 x 184,3-;cm, Galleria Nazionale, Parma
- Noli me Tangere (oko 1525) - ulje na platnu, 130 x 103-cm, Prado, Madrid
- Ecce Homo (1525-30) - ulje na platnu, National Gallery, London
- sv. Marija iz Scodelle (1525-30) - ulje na platnu, 216 x 137-cm, Galleria Nazionale, Parma
- Mistično vjenčanje sv. Katarine (1526-27) - drvo, 105 x 102-cm, Louvre, Pariz
- Uzačašće djevice Marije (1526-1530) -Fresco, 1093 x 1195-;cm, Katedrala u Parmi
- sv. Marija i sv. Jeronim (1527-28) - ulje na platnu, 205,7 x 141-;cm, Galleria Nazionale, Parma
- Kupidov nauk (oko 1528) - ulje na platnu, 155 x 91-;cm, National Gallery, London
- Venera i Kupido i Satir (oko 1528) - ulje na platnu, 188 x 125-;cm, Louvre, Pariz
- Poklonstvo pastira,  (1528-30) - ulje na platnu, 256,5 x 188-cm, Gemäldegalerie, Dresden
- Sv. Marija i sv. Juraj (1530-32) - ulje na platnu, 285 x 190-cm, Gemäldegalerie, Dresden
- Danaja (oko 1531) - tempera na drvu, 161 x 193-;cm, Galleria Borghese, Rim
- Orao otima Ganimeda (1531-32) - ulje na platnu, 163,5 x 70,5-;cm, Kunsthistorisches Museum, Beč
- Jupiter i Ija (1531-32) - ulje na platnu, 164 x 71-cm, Kunsthistorisches Museum
- Leda i labud (1531-32) - ulje na platnu, 152 x 191-cm, Staatliche Museen, Berlin
- Alegorija vrline (oko 1532-1534) - ulje na platnu, 149 x 88-;cm, Louvre, Pariz

## Vanjske poveznice
- Correggio na portalu WebMuseum
- Correggio na portalu www.antoniodacorreggio.org  Arhivirana inačica izvorne stranice od 15. prosinca 2021. (Wayback Machine)
- Correggiova izložba u Rimu, Villa Borghese, 2008